# Charaxes kagera
Charaxes kagera är en fjärilsart som beskrevs av Van Someren 1964. Charaxes kagera ingår i släktet Charaxes och familjen praktfjärilar. Inga underarter finns listade i Catalogue of Life.